# カール＝ハインツ・ホフマン
カール＝ハインツ・ホフマン（Karl-Heinz Hoffmann, 1910年11月28日 - 1985年12月2日）は、ドイツ民主共和国（東ドイツ）の陸軍軍人、政治家。ドイツ社会主義統一党（SED）政治局員。国家人民軍の参謀総長、国防相を務め、東ドイツにおける軍部の実力者となった。地上軍の最終階級は上級大将。

## 生涯
ホフマンは1910年、バーデン大公国のマンハイムの労働者家庭に生まれ、義務教育修了後は1925年から1928年にかけて機械工としての訓練を受けた。1926年から1930年にかけてはドイツ共産主義青年連盟（Kommunistischer Jugendverband Deutschlands）に所属し、1930年ドイツ共産党に入党。この間にデモ参加と暴力沙汰により、短期間の拘留を経験している。
1933年にはナチ党が政権を掌握したため、共産主義者であったホフマンは弾圧を逃れるため潜伏。ゲシュタポにより手配され、1933年 - 1935年、ソ連に亡命。1935年にはドイツを脱出し、スイス、チェコスロバキアを経由してソ連に再度亡命した。ソ連移住後は、モスクワの国際レーニン学校に通った。1936年、リャザンの士官学校に入校し、中尉に任官。1936年 - 1937年、第2国際旅団ハンス・バイムラー大隊の政治委員兼砲兵隊員として、コードネーム「ハインツ・ロート」という名前で、スペイン内戦に従軍し、1937年 - 1940年に第11国際旅団に配属された。指揮官が負傷した後、彼は大隊の指揮を執った。ホフマン自身もキジョルナの南で敵の歩兵の銃撃を受け、足と腹に重傷を負った。ホフマンはマドリードで数ヶ月入院し、その後フランスのエウボーヌの診療所に移り、1938年から1939年まで療養した。1939年4月から1940年11月までは、ソ連で負傷の回復に努めた。1941年3月から、モスクワの北西にあるプシュキノでコミンテルンの特別コースに参加した。広範囲にわたる社会科学の勉強に加え、軍事科目も教えられた。これには、他のドイツ人亡命者とともに後方地域破壊工作の訓練も含まれていた。その後、ソ連内務人民委員部（NKVD）の要員となり、ドイツの捕虜収容所に勤務することになった。またパルチザンの教練を担当し、独ソ戦勃発後は赤軍に入り、ドイツ軍と戦った。1942年から1944年まで、ホフマンは反ファシスト学校の教師として、最初はゴーリキー領で、後にクラスノゴルスクで教壇に立った。1945年にはモスクワ近郊の党学校第12校の校長となった。
1946年1月、東ベルリンに戻り、ヴィルヘルム・ピークおよびヴァルター・ウルブリヒトの個人的な協力者となる。その後、ドイツ人民警察の副総局長。1950年から内務省の総局長、1952年7月1日には兵営人民警察（Kasernierte Volkspolizei）隊長となり、中将（Generalleutnant）に叙された。1950年、人民議会議員となり、1952年にはドイツ社会主義統一党中央委員に選ばれた。1955年から1957年にかけてソ連のヴォロシーロフ参謀アカデミーに留学し、新国家人民軍創設の際には東ドイツにいなかった。帰国後、1957年から1960年まで国防第一次官を勤めた。1958年3月に第一次官職が廃止されると、彼は国防次官兼国家人民軍参謀総長となった。

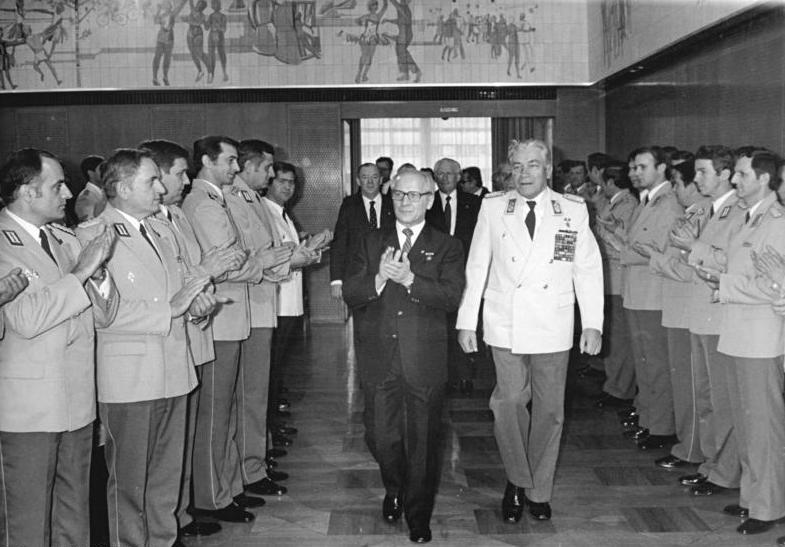
表敬訪問した軍事アカデミーの卒業生を出迎えるエーリッヒ・ホーネッカー国家評議会議長とホフマン国防相（1980年10月）
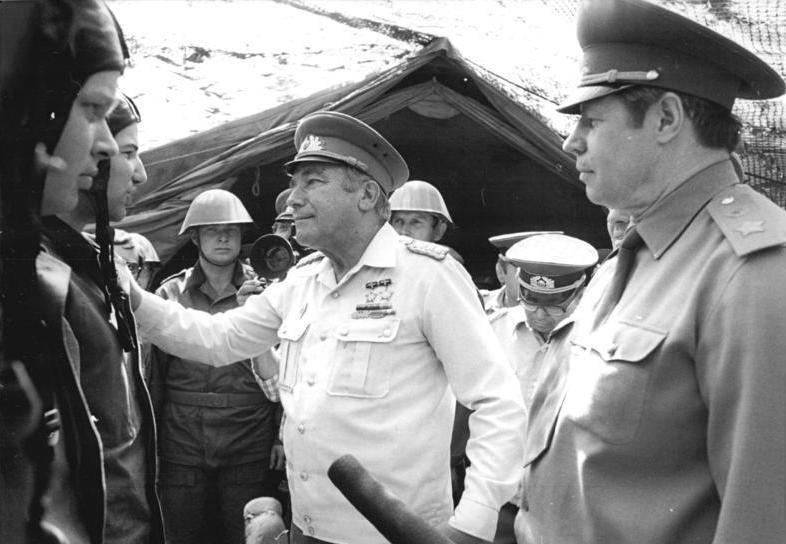
国家人民軍航空軍の視察を行うホフマン。右の人物はソ連軍のミハイル・サイゼウ将軍。
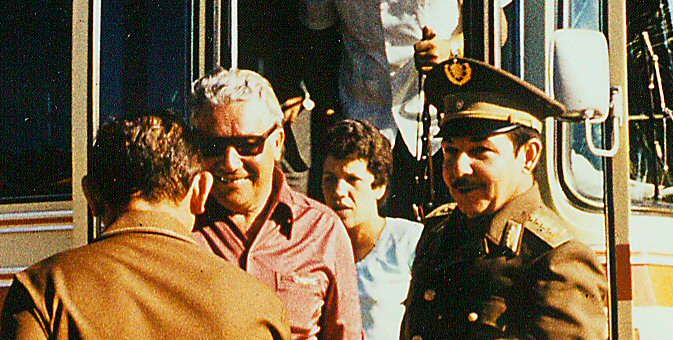
ハバナ近郊でキューバのラウル・カストロと休暇を過ごしたときの写真。(1977年)

1959年、大将（Generaloberst）に昇進し、翌1960年、ヴィリー・シュトフの後任として東ドイツ国防相に就任し、同時に国防評議会の委員に列せられた。1961年には上級大将（Armeegeneral）に昇り、1969年にソ連軍参謀本部軍事アカデミー附属高等学術課程を修了。1975年、党政治局員に選出。1985年のその死まで国防相を務め、国家人民軍の頂点に立ち続けた。1985年12月2日、カール＝ハインツ・ホフマンは75歳で死去した。当局は大動脈瘤による失血死と発表したが、東ドイツ国民の間では数日前に行われた彼の75歳の誕生日の祝賀会でアルコール中毒になったという噂が流れた。この推定死因については、肯定も否定もされていない。

### ベルリンの壁と逃亡者射殺について
1961年10月6日にホフマンは、国境警備隊に対して逃亡者（ベルリンの壁を乗り越えようとした東ドイツ市民など）を逮捕できなかった場合は、警告と警告射撃の後に直ちに武装して銃器を使用することを義務づけた。映像に収められたスピーチの中で、ホフマンはこう言った。
実際に1961年8月1日にベルリンの壁建設となり同年8月24日に、仕立て屋のギュンター・リトフィンが殺害されるという最初の『ベルリンの壁』射殺事件が起きている

### 家族

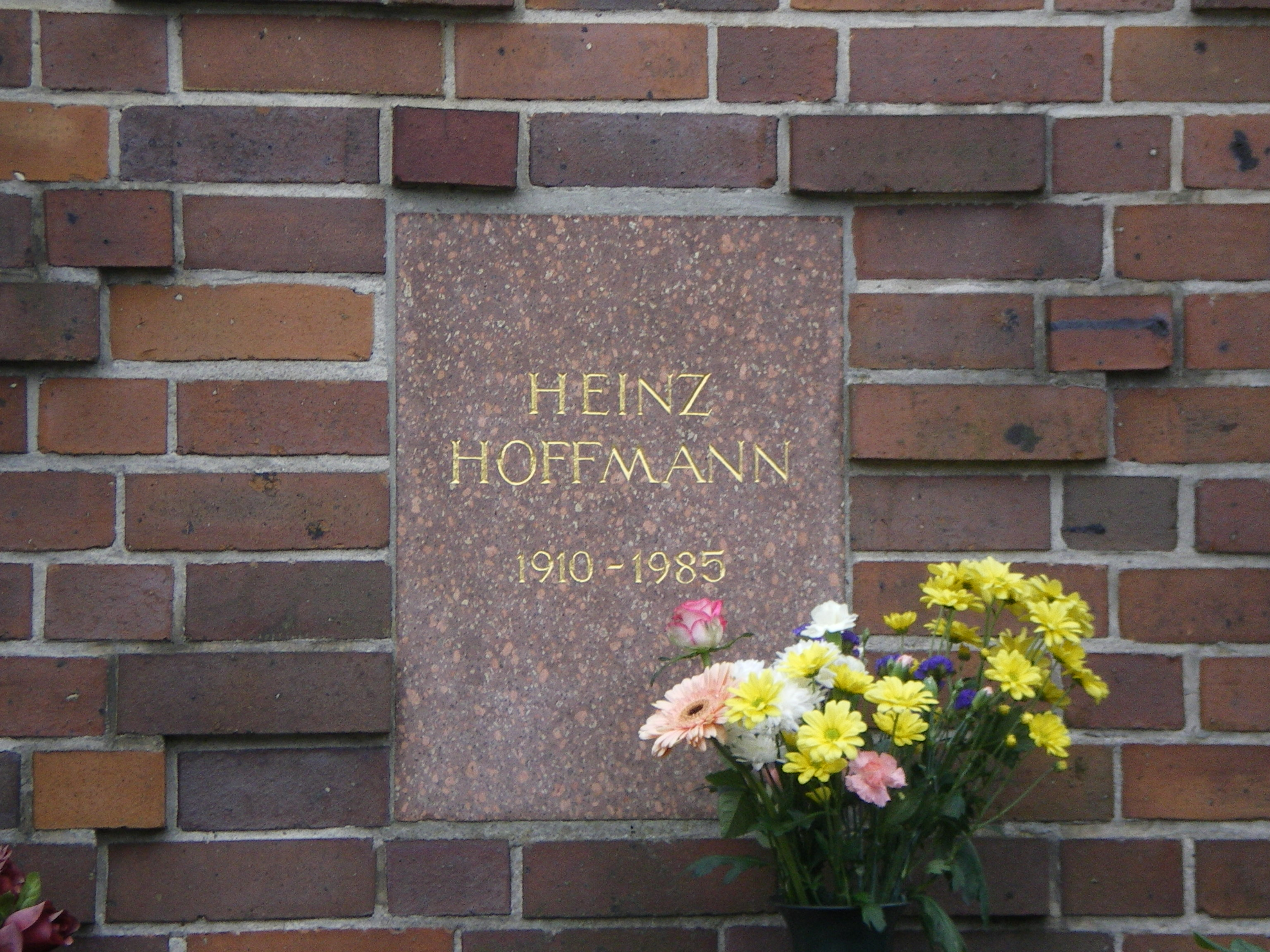
ハインツ・ホフマンの墓

ホフマンは、1940年にペレデルキノに住んでいたときに知り合ったクラヴディヤ・イワノヴナ・キニャゼヴァと結婚した。キニャゼヴァは1952年に亡くなったが、二人の息子ユーリとアレクサンダーをもうけた。アレクサンダーは後に北ベトナム航空隊の中尉として将校訓練を終えた直後に、交通事故で亡くなっている。
キニャゼヴァが死んで2年後に、ホフマンは公立病院に勤務する看護婦のハリーナと結婚。ハリーナとの間には2人の子供に恵まれたが1964年に離婚し、国防大臣首席秘書官のギゼラ・ザウアー二等軍曹と結婚した。ギゼラとの間には3人の子供に恵まれ、1985年に亡くなるまで結婚生活を送った。